# Leichtathletik-Weltmeisterschaften 2011/Teilnehmer (Bangladesch)
| Goldmedaillen | Silbermedaillen | Bronzemedaillen |
| ------------- | --------------- | --------------- |
| —             | —               | —               |

Der Leichtathletik-Verband Bangladeschs stellte bei den Leichtathletik-Weltmeisterschaften 2011 im südkoreanischen Daegu einen Teilnehmer.

## Ergebnisse

### Männer

#### Laufdisziplinen
| Athlet          | Disziplin | Vorlauf | Vorlauf | Halbfinale         | Halbfinale         | Finale             | Finale             |
| Athlet          | Disziplin | Zeit    | Platz   | Zeit               | Platz              | Zeit               | Platz              |
| --------------- | --------- | ------- | ------- | ------------------ | ------------------ | ------------------ | ------------------ |
| Khalilur Rahman | 100 m     | 23,53 s | 53      | nicht qualifiziert | nicht qualifiziert | nicht qualifiziert | nicht qualifiziert |